# Palinges
Palinges település Franciaországban, Saône-et-Loire megyében. Lakosainak száma 1413 fő (2022. január 1.). Palinges Oudry, Génelard, Saint-Aubin-en-Charollais, Saint-Bonnet-de-Vieille-Vigne és Saint-Vincent-Bragny községekkel határos.

## Népesség
A település népességének változása:
| Lakosok száma | 1528 | 1522 | 1559 | 1513 | 1513 | 1507 | 1471 | 1442 | 1413 |
|               | 2013 | 2015 | 2016 | 2017 | 2018 | 2019 | 2020 | 2021 | 2022 |